# 크리스티안 골트바흐
크리스티안 골트바흐(독일어: Christian Goldbach 크리스티안 골트바흐[*], 1690년 3월 18일 ~ 1764년 11월 20일)는 독일 출신의 수학자이다. 수학의 주요한 분야인 정수론에서 현재까지 풀리지 않은 미해결 문제로 유명한 골트바흐의 추측을 최초로 추측한 것으로 유명하다.

## 같이 보기
- 골트바흐의 추측